# Бюст-паметник на Гео Милев (Стара Загора)
Бюст-паметникът на Гео Милев в Стара Загора се намира в парк „Александър Стамболийски“ („Алана“).
Паметникът е частна поръчка, изпълнена от скулптора Тома Попов (роден 1 май 1927 г. в село Скалица, Ямболско; починал 8 декември 1991 г.).
Поетът Гео Милев учи в старозагорската гимназия в периода 1907 – 1911 г., а дома, в който е живял в Стара Загора, е превърнат в Къща музей „Гео Милев“.
През 2018 г. паметникът е реставриран от Никола Стоянов.